# کارن (فرمانده)
کارن (پارسی میانه: Karen) یکی از فرماندهان ایرانی شاهنشاه شاپور دوم ساسانی (حک. ۳۰۹–۳۷۹) بود. او از اعضای خاندان کارن، یکی از هفت خاندان بزرگ ایران، بود. دربارهٔ او اطلاعات چندانی یافت نمی‌شود؛ او در حدود سال ۳۶۷ میلادی همراه با زیک به ارمنستان که به تازگی به تصرف ایران درآمده بود، فرستاده شد.